# Friesenheim (Ludwigshafen)
Friesenheim is een stadsdeel van de Duitse stad Ludwigshafen am Rhein. Friesenheim telt ruim 18.500 inwoners op een oppervlakte van 4,1 km².
De oudste schriftelijke vermelding van Friesenheim stamt uit het jaar 771. In 1892 werd Friesenheim geannexeerd door Ludwigshafen. Het grootste deel van het BASF-complex in Ludwigshafen ligt tussen Friesenheim en de Rijn.

## Afkomstig uit Friesenheim
- Kurt Biedenkopf (1930-2021), minister-president van Saksen
- Helmut Kohl (1930–2017), minister-president van Rijnland-Palts en bondskanselier van Duitsland
- Ute Enzenauer (1964), wielrenster

Edigheim · Friesenheim · Ludwigshafen am Rhein · Maudach · Mundenheim · Oggersheim · Oppau · Rheingönheim · Ruchheim